# Мазуринское кладбище
Мазуринское кладбище — городское кладбище в Витебске (Республика Беларусь).

## История
Кладбище расположено в северной части Витебска, в Октябрьском районе на Новоулановской улице. По своему статусу является гражданским и действующим. 
Открытие некрополя состоялось в 1965 году. Площадь погоста достигает размера 76,2 гектар.
Мазуринское кладбище стало последним пристанищем многих известных людей Белоруссии и Витебска. На кладбище похоронены: народные артисты БССР Дубов Георгий Савельевич (1933—1995), Матусевич Иосиф Антонович и Конопелько Зинаида Игнатьевна, Герои Советского Союза подпольщица Зенькова Ефросинья Савельева и Иванов Александр Васильевич, советская гимнастка и чемпионка XX Олимпийских игр Лазакович Тамара Васильевна, почётных граждане Витебска Герой Социалистического Труда Маценко Мария Ильинична и Михельсон Валентин Васильевич и другие.